# На захист культури
На захист культури (япон. 文化防衛論, Bunka Bōei-ron) — есей японського письменника Юкіо Мішіми, який було опубліковано 25 квітня 1969 року.
Юкіо Мішіма був не лише представником японської післявоєнної літератури, але й націоналістом та політичним активістом. Він заснував приватне воєнізоване формування Татенокай. Мотивований лівими студентськими заворушеннями крайньої лівої партії Дзенґакурен, стрімким економічним піднесенням Японії з одночасною вестернізацією та неприйняттям лівих політиків Тенно, Мішіма написав кілька газетних статей, починаючи з 1960 року, в яких критикував філософію нових лівих, зокрема їхню відкрито сформульовану прихильність до матеріалізму, глобалізму та комунізму, називаючи її «державоруйнівною». Натомість він пропаґував такі ідеї японського націоналізму як Кокутай та Ямато-дамаші (дух Японії), а також культурні прояви Шинтоїзму які, на його думку, перебували під загрозою вестернизації.
Свої погляди Мішіма підсумував у роботі «На захист культури». У ній Мішіма обґрунтовує за допомогою низки наукових дисциплін як юриспруденція, соціологія, філософія, мистецтво та антропологія потребу реабілітації імператора як політичного символу, збереження японської культури, боротьби з комунізмом та вестернізацією, а також відродження мілітаризму. Водночас він відкидає ультранаціоналістичні та правоекстремістські течії, які надто політизують імператора як «одиницю цілісної японської культури» та недооцінюють потребу свободи слова та мистецтва.
Після своєї публікації есей викликав чималий ажіотаж та підсилив образ Мішіми як Enfant terrible у світі літератури. Своєю жорсткою критикою політичних лівих та правих Мішіма «створив власний тип націоналізму», який викликав спротив як серед лівих, так і правих Японії. Локальні газети та видавництва відмовлялись публікувати цей есей, не зважаючи на статус Мішіми як найуспішнішого японського автора усіх часів. Навіть політично праві журнали, в яких раніше працював Мішіма, зокрема Controversy Journal, припинили з ним співпрацю. Той факт, що твір вдалось врешті-решт опублікувати у виддавнитві Чуокорон (Chūōkōron), ймовірно, головним чином пов'язаний з хорошими контактами наставника Мішіми Ясунарі Кавабата з керівництвом видавництва.
Популярність праці значно зросла після невдалої спроби перевороту та подальшого ритуального самогубства Мішіми. Донині вона є предметом численних аналізів, інтерпретацій і трактатів у всьому світі, але особливо в Японії. Вона слугує найважливішою точкою відліку для пояснення радикалізації Мішіми наприкінці його життя та сумнівних обставин його самогубства.
Разом із "Сонцем та сталлю" — детальним поясненням захоплення Мішіми бодібілдингом- " Захист культури " вважається найважливішим есеїстичним твором у творчості автора. Французький переклад "Захисту культури " журнал " Еспріт " у 1973 році назвав «найважливішим зображенням японського повоєнного націоналізму».

## Огляд змісту
Основною темою есе, яка проходить через усі рівні та ілюструється низкою прикладів, є переривання японської тяглості (яп. 連続性, renzokusei). Мішіма починає з опису статус-кво, який характеризується занепадом цінностей, і протиставляє йому ідеалізоване минуле: Після 1945 року культура перетворилася на утилітарну концепцію (культуралізм), а після закінчення війни спостерігалося також віддалення людей і держави. Цей дуалізм є небезпечним і може призвести до дестабілізації Японії — єдиним рішенням є реабілітація імператора як аполітичної культурної концепції, що зберігає «цілісність культури». Оскільки імператор формально відокремлений від політики, він є символом і гарантом японської культури, «цінністю в собі», яка настільки вкорінена в довоєнній культурі, що може гарантувати бажану спадкоємність. Це зробило б його фігурою, яка могла б протистояти занепаду післявоєнного періоду і критикованій втраті цінностей. Однак для того, щоб запобігти подальшому віддаленню суб'єктів, необхідно боротися з вестернізацією, яка є причиною цього віддалення.

## Форма твору
Твір поділено на вісім розділів:
1. Розділ перший: Культуралізм і реверсія культуралізму.
2. Розділ другий: Національні особливості японської культури.
3. Третій розділ: Три характеристики національної культури: У третьому розділі він абстрагується від цих характеристик, наводить приклади і «трансформує» їх у три характеристики.
4. Четвертий розділ: Від чого потрібно захищати культуру:У четвертому розділі він розмірковує про способи захисту цих характеристик.
5. П'ятий розділ: Відповідність між творчою діяльністю та захистом: він розвиває цю тему в наступному розділі.
6. Шостий розділ: Чотири етапи повоєнного етнічного націоналізму: У наступному шостому розділі обговорюються політично значущі події повоєнного періоду.
7. Розділ сьомий: Цілісність культури і тоталітаризм: У сьомому розділі він пов'язує цю тему з сучасними проблемами.
8. Восьмий розділ: Імператор як культурний концепт: В останній частині тексту він підсумовує підняті питання і прагне розвинути лінію аргументації тексту, ототожнюючи тенно (правлячу династію) і культуру.

## Мова твору
Найяскравішою лінгвістичною особливістю « Захисту культури » є використання письмової або літературної мови. Як синтаксично, так і з точки зору вибору слів, текст відрізняється не лише від розмовної японської, але й від звичних, піднесених формулювань. Есе пестрить словами китайського походження (яп. 漢語, канґо), які переважно використовуються в письмовій мові. Місіма також використовує різні неологізми, запозичені із західних мов.
Ці особливості іноді створюють громіздкий досвід читання, на який Місіма, відомий своєю чіткою, образною мовою, надихався аргументами Аристотеля з його праці « Поетика», а також міркуваннями Віктора Шкловського. Обидва дослідили, що сприйняття піддається автоматизмам. Щоб сприйняття мови не стало автоматичним і самоочевидним, необхідно усунути її звичність. Цей опір («мова конструкції») провокує усталене сприйняття читача і спонукає його до переоцінки, до «нового погляду».

## Стиль

### Відмова від чітких, нормативних означень
Щоб ще більше ускладнити процес читання, Мішіма використовує контрінтуїтивний підхід, не надаючи центральним поняттям ані однозначно позитивних, ані однозначно негативних конотацій. У першому розділі, наприклад, він описує, як культуралізм призводить до того, що культура стає чимось «нешкідливим, красивим, спільним благом людства, красивим фонтаном на ринку». Цей опис можна класифікувати лише на основі всебічного розуміння тексту: Метафора фонтану протиставляється метафорі джерела. У той час як джерело, що вирує і постійно оновлюється, уособлює позитивно конотовану культуру, штучний, ймовірно, західний фонтан на штучній ринковій площі, який завжди циркулює ту саму воду в заданих рамках, символізує негативно зрозумілу культурність.

### Використання метафор для структурування
Місіма організовує есе, повторно використовуючи метафори: наприклад, другий розділ завершується поверненням до метафори джерела, введеної на початку есе; цей образ, у свою чергу, пов'язаний зі згаданим раніше фонтаном. Використовуючи такі терміни, як гребля, висихання, зрошення чи затоплення, Місіма неодноразово звертається до метафори води. Троп лона як метафора походження і безперервності також проходить через есе.

### Використання дихотомій
Щоб проілюструвати свою точку зору і спростити складні питання, які розглядаються в тексті, Місіма використовує стилістичний прийом дихотомії добре запам'ятовуються протилежності, які проводять межі і поляризують, полегшують категоризацію і оціночні атрибуції. Широкомасштабні дихотомії спрощують складні питання і служать для утвердження японської культури на противагу західній культурі і роблять переваги минулого видимими, таким чином посилюючи основну тональність тексту.

### Пояснення через посилання на повсякденну політику
Там, де він вважає за потрібне, Мішіма посилається на поточні політичні події, щоб пояснити складні для розуміння перекази див. наступний приклад:
|                                          | Це означає, що ланки хризантеми і меча були розірвані, і тільки ефективні частини культури використовувалися у формуванні буржуазної моралі, а шкідливі частини придушувалися. Одразу видно, що політичні заходи, запроваджені на початку окупаційної політики, такі як заборона драми помсти в кабукі та заборона фільмів з боями на мечах, були вкрай примітивними. |
| — Юкіо Мішіма, На захист культури, ст.16 | |

Читач, який не ставить під сумнів те, що мається на увазі під буржуазною мораллю, або не розпізнає інтертекстуальне посилання на хризантему і меч (книга Рут Бенедикт), або не надає йому значення, тим не менш, знає, до чого прагне текст, завдяки конкретизуючому прикладу в другому реченні.
Насправді, багато прикладів походять з горизонту досвіду автора: Місіма писав неодрами, був учасником руху театру анґура і в одному з текстів розглядав самогубство олімпійця Кокіті Цубурая. Місіма також мав особисті стосунки з часто згадуваними дзенґакуренами, не в останню чергу під час своєї панельної дискусії в Токійському університеті 1969 року, що транслювалася на національному телебаченні.

## Культура проти культуралізму
У першому тематичному комплексі Мішіма протиставляє ідеалізовану, унікальну японську культуру до 1945 року і неповноцінний культуралізм після 1945 року, орієнтований виключно на споживання і матеріальні речі. Спочатку він визначає, що розуміється під японською культурою, потім - що мається на увазі під культуралізмом і його зворотним розвитком, і, нарешті, як можна захистити культуру.
На думку Мішіми, культуралізм - це «повоєнна інверсія» колись «справжньої, оригінальної» культури, якій бракує «традиційних, типово японських» компонентів.
На противагу цьому - «довоєнна культура», до якої Мішіма хотів би повернутися. На низці прикладів він абстрагує унікальність японської культури на три складові: «цілісність, суб'єктивність і рефлексивність».

### Японська культура
По-перше, Місіма визначає, як можна зрозуміти складну форму японської культури, тобто японськість. Захист культури розуміється як внесок у ніхондзірон.
По суті, особливий характер японської культури можна розпізнати в наступних пунктах, які є основними способами, за якими її можна відрізнити від західних культур:
1. Культура як форма:
Для Мішіми культура не є чисто матеріальною чи ідеальною річчю, натомість він сприймає культуру як форму. Іншими словами, вона є прозорою, адаптивною в своїх рамках і містить не лише матеріальні речі (наприклад, твори мистецтва), а й інтелектуальну власність та дії. Хоча форма і зміст не відокремлені, як це проголошують ліві політичні маргінали, форма дає простір для маневру в рамках «японських особливостей».Наприклад, морський офіцер, що з'являється біля берегів Нової Гвінеї у вигляді пілотованої торпеди, взятий з реалій Тихоокеанської війни, але, тим не менш, є частиною японської культури, оскільки випливає з основної ідеї — «японських особливостей» — budō (яп. 武道). Отже, йдеться про «новий зміст» у «перевіреній формі».
Насправді, моделі дій можуть самі перетворюватися на витвори мистецтва через певний проміжок часу, забезпечуючи таким чином відповідність між життям і мистецтвом. Мішіма посилається на прогресивну універсальну поезію Фрідріха Шлеґеля та подібні ідеї Новаліса або ідею «мистецтва як життя» Фрідріха Ніцше, і таким чином пов'язує концепцію перетворення своїх дій на мистецтво не лише з Японією, але й з усіма культурами. Для Японії Мішіма наводить насамперед приклад самурайського кодексу честі бусідо, з якого ненавмисно виник загальний моральний компас для японського народу — як це описав професор Інадзо Нітобес у своєму трактаті « Бусідо - душа Японії » (1900).  Те саме стосується садо (японської чайної церемонії) та кадо (квіткової церемонії), які протягом століть перетворилися на стійкі традиції у світлі японського дзену, тобто тепер вони закріплені в релігії.
2. Тенно як формоутворювач:
Оскільки культура для Мішіми є синонімом форми, необхідна «культурна концепція», яка виступає в ролі формотворця, тобто визначає, наскільки широко задаються рамки японських характеристик - в Японії це Тенно (імператор) як «гарант культури». Гарант, як і сама культура, повинен бути здатним гарантувати «традицію» і «спадкоємність»; оскільки імператор походить від фіксованого кровного роду через віру синто і продовжує її традиції, форму, в той час як обставини навколо нього змінюються паралельно, саме він забезпечує необхідну спадкоємність.
3. Відсутність різниці між оригіналом і копією (спадкоємність):
Мішіма вбачає найбільш вражаючу відмінність японської культури від усього західного у ставленні до відносин між оригіналом і копією. Він пояснює це на яскравому прикладі, що не потребує пояснень: західна культура переважно зроблена з каменю, тоді як японська - з дерева, і саме тому в Японії немає різниці між оригіналом і копією.
Мішіма підкреслює цю відмінність як особливо важливу: оскільки занепад «кам'яної культури» на Заході не можна повернути назад - зрештою, оригінал ніколи не можна замінити - ця культура неминуче вимре. У цьому також можна звинуватити специфічний західний спосіб мислення: Для того, щоб врятувати «оригінал», матеріальні речі, приймається жертва «національного духу». Як приклад Мішіма наводить Комп'єнське перемир'я 1940 року, в якому французи погодилися на німецьку окупацію Франції у Другій світовій війні і, таким чином, поставили під загрозу свій національний дух, щоб зберегти Париж (щось матеріальне, «оригінальне»).
З іншого боку, для Японії характерна слабка привязаність до матеріальних речей; населенню принципово байдуже, чи загинуть матеріальні речі, доки японське минуле може продовжувати впливати на сьогодення через копію. Мішіма ілюструє цей процес культурної тяглості традицією відбудови важливого храму Ісе кожні двадцять років, яка сягає корінням імператриці Дзіто, або ж пожежею в храмі Кінкаку-дзі, який також був відбудований.
4. Дуалізм: хризантема та меч
Суттєву складову японської культури Мішіма вчабає у дуалізмі, який зазначила у своєму дослідженні американська антропологиня Рут Бенедикт описавши його як "Хризантема і меч". Місіма наводить бойові мистецтва (budō), такі як кендо, пілотовані торпеди під час Тихоокеанської війни, а також bushidō, «шлях воїна», як форми репрезентації «меча». Бусідо насправді відноситься до кодексу самураїв у феодальних структурах, але зазвичай асоціюється з першим рядком самурайської етики Цунетомо Ямамото« Хагакуре “, яка відома за межами Японії: ”Шлях самурая - це смерть»; нібито безстрашна готовність воїнів до самопожертви. Хагакуре було особливо поширене серед солдатів під час Тихоокеанської війни, а сам Місіма також написав вичерпний коментар до цього вчення у книзі « До етики дії: вступ до хагакуре» (Towards an Ethics of Action: An Introduction to Hagakure ). Місіма ілюструє масштаби цього «японського ідеалу», використовуючи різні військові практики, в тому числі підрозділи Shimpū Tokkōtai, відомі на Заході як камікадзе. Відповідно до бачення Місіми, що дії можуть стати мистецтвом, він також розглядає бусідо як «систему етики краси». Тут він посилається на працю Юджина Геррігеля 1948 року "Дзен у мистецтві стрільби з лука", яка приписує традиційному кюдо сутність ”японської естетики, духовності та чистоти», що притаманна лише Японії.
На противагу цьому, Місіма асоціює красу і гармонію з «хризантемою». Сюди входять такі традиції, як садо і кадо, а також естетичні, майже неперекладні поняття, такі як юґен (яп. 幽玄) і вабі-сабі (яп. 侘び寂び), що демонструють самобутність Японії. Місіма порівнює твори довоєнного мистецтва з творами повоєнного мистецтва, наприклад, « Моноґатарі Ґендзі “ з сучасними романами або статуї Будди Чусон-дзі з сучасними скульптурами, причому - відповідно до його критики повоєнного періоду - сучасний еквівалент завжди описується як ”блідіший». Це припущення також стає зрозумілим у першому реченні « Захисту культури “: ”Хоча ми говоримо про період Сьова-Генроку, цей період Генроку є вкрай незадовільним з точки зору його культурних досягнень. У той час, коли не було ні чикамацу, ні сайкаку, ні басьо, поширювалися лише занепадницькі звичаї. Пафос вичерпався, залізний реалізм зметений, а про глибину поезії вже не згадують».
Крім того, метафора «хризантеми і меча» є також політичною. Як символ японської імператорської родини - наприклад, на імператорському гербі або хризантемі на троні - хризантема робить імператора точкою відліку за всіма вищезгаданими прикладами Меч, тим часом, відсилає до самураїв як історичного аналога імператорського двору. Вони утримували фактичну політичну владу з часів періоду Камакура, заснованого Мінамото но Йорітомо у 1185 році, в той час як тенно залишався культурним символом Японії і був особливо важливим завданням придворних аристократів, куґе, зі збереженням «культурної сутності» Японії, наприклад, через літературу; завдання, яке двір не довіряв виконувати «некультурним воїнам».
5. Специфічні характеристики:
Попередні зауваження Мішіма абстрагує через японські характеристики «рефлексивності (saikisei), цілісності (saikisМei) та суб'єктивності (shutaisei)». Ці характеристики об'єднані ідеєю «безперервності» (вже описаною вище).
Рефлексивність:
Рефлексія (яп. 再帰性, saikisei) розуміється в на Захист культури як впевненість у собі. Звертаючись до минулого і посилаючись на нього, культура, вкорінена в ньому, має вплив на сьогодення. Місіма ілюструє цю рефлексивну впевненість у собі на прикладах «Манйосю / танка» та «хонкадорі»: без ліричної моделі Манйосю не було б образу «сучасної танка», адже сучасні вірші відсилають до історичних попередників через свою форму. Хонкадорі, практика поезії вака, навіть має конкретний характер створення нового вірша шляхом адаптації канонічного вірша.
Місіма використовує розуміння рефлексії націоналістичних японських інтелектуалів, а також Йоганна Готфріда Гердера, стверджуючи, що рефлексія відчувається японцями через їхню «спорідненість з деревом». Це привілей європейців - відчувати тяглість своєї культури на руїнах античності, тоді як для японців ці руїни не викликають жодних роздумів на власну тему. У цьому контексті Місіма посилається на Кукі Шудзо та Генріха Ріккерта, які стверджували в есе Шудзо "Структура ікі » 1930 року, що естетичну концепцію ікі як центральну складову японської культури можуть відчути лише японці.
Суб'єктивність:
Апелюючи до дослідженнь філософа Кітаро Нісіди та психолога Мітагі Отоя Мішіма намається пояснити суперечливий термін суб'єктивністи (яп.主体性, shutasai). Оскільки культура визначається рефлексивно, тобто самовпевнено, вона неминуче набуває статусу суб'єкта: рефлексивний момент вписаний в саме «Я» як суб'єкт мисленнєвих процесів, оскільки суб'єкт, який вільно приймає рішення і таким чином дистанціюється від об'єктивно детермінованого світу, може усвідомлювати себе тільки через рефлексію. Для аргументації Мішіми дієздатність суб'єкта, отже свобода волі є визначальною: суб'єкт повинен не лише об'єктивно сприймати, але й бути активним. Таким чином, сама культура стає суб'єктом і творцем. Суб'єктивність легше зрозуміти в значенні самостійности: суб'єкт є точкою перетину, у якій культура проявляється творцем та постійно створює щось нове із себе. Для пояснення Мішіма порівнює суб'єктивність культури з божествами Тримурті: їхні атрибути - «творіння (Брахма), руйнувати (Шива), зберігати (Вішну)» — мають схожі характеристики з японськими творами мистецтва, форма яких «виникає, триває і зникає за короткий проміжок часу». Культура як форма визначає, через формотворчого імператора, минущі моделі поведінки, для реалізації яких потрібен творчий суб’єкт. Водночас, посилаючись на індуїстську трійцю, Місіма погоджується з паназіаністом Какудзо Окакурою, що джерело азійської культури слід шукати не в Японії, а в Китаї та Індії.
Мішіма ілюструє релятивність суб'єктивності та рефлексивності на прикладі того, що фіксована форма японського театру (наприклад, но або кабукі) є відправною точкою для її передачі. Форма - це рамки, в яких творчі суб'єкти формують зміст відповідно до певних настанов. Наприклад, моногатарі генджі буде рефлексувати на сучасні теми і, підтверджуючи свою рефлексивність, сама стане «лоном відтворення». Таким чином, за Мішімою, існує не первісний суб'єкт, що творить, а той, що примножує себе через безперервні рефлексії, і таким чином рефлексивність робить культуру не лише видимою, але й такою, що бачить, тобто одночасно є суб'єктом і об'єктом. Посилаючись на концепцію індуїстського Даршану- спостерігач дивиться на статую божества і бачить її у відповідь,  а також на концепцію Стадії дзеркала, засновану Жаком Лаканом, Мішіма дає зрозуміти, що його розрізнення між глядачем і тим, на кого дивляться, також широко розповсюджене на міжнародному рівні.
Цілісність:
Третій елемент - цілісність (яп.全体性, zentaisei), за Мішімою не може бути чітко визначеним, тому він пояснює його негативними визначеннями: цілінсність не є "неперервністю, відокремлення від утроби матері, розривом струни або протиріччя хризантеми та меча". Сформульована в партійній програмі Соціалістичної партії Японії вимога відірватися від старої культури і розмежувати «культуру, яку варто зберігати» і «культуру, яку не варто зберігати», є «банальною»; натомість японську культуру слід розуміти і зберігати як велике ціле. Мистецтво в умовах повної художньої свободи є позитивним визначенням цілісності, оскільки як справжнє відображення «фрагментарного людства» воно також проникає в темне середовище - інакше кажучи, воно є цілісним. У культурологізмі, однак, це не вдається, тому що - як того вимагали соціалісти - темне було б витіснено, а увага зосереджувалася б виключно на прекрасному. Місіма називає цю ідею «надсумарності» «універсальною» і посилається на грецького ерудита Аристотеля та китайського філософа Лао-цзи, які свого часу підкреслювали важливість цілісності. Цілісність вимагає як часової цілісності, так і єдності її частин.
6. Триада (Традиція):
Мішіма завершує свої висловлення з приводу трьох характеристик японської культури, підкреслюючи їхній взаємозв'язок: оскільки цілісність можна прирівняти до часової та просторової безперервності, вона є фактично передумовою рефлексивності, яка, в свою чергу, є фундаментальною для суб'єктивності. Для Місіми саме ця відповідність між рефлексивністю, цілісністю та суб'єктивністю як тріадою встановлює те, що слід розуміти як традицію. Традиція, таким чином, означає «передачу старих цінностей у сьогодення», причому ця передача має «сітчасту форму». Моноґатарі Ґендзі, наприклад, не лише відображається в сьогоденні, але й присутня як суб'єкт на різних рівнях у цій мережі через різні реалізації в різних предметах. Як і вищезгаданий романтик Йодзюро Ясуда, Місіма вважає вдосконалення та прогрес у культурі неможливими, а отже, відкидає західне, лінійне розуміння традиції З цієї причини сучасну літературну історію від 1868 року не можна розглядати ізольовано від класичної літературної історії, оскільки інакше ланцюг рефлексії та суб'єктивності буде розірвано.
Заключно Мішіма повертається до власноруч поставленого питання: чи тільки японська культура має вищезгаданий вплив на японців, чи іноземні культури також можуть  зумовлювати таку ж культурну приналежність, а отже, спричиняти ізоляцію для своїх народів. Він відповідає на це питання ствердно та наводить Францію як успішний приклад національної європейської культури, в якій люди, мова і країна значною мірою збігаються і тримаються разом завдяки французькій концепції patrimoine- матеріальної і нематеріальної культурної спадщини. У короткому історичному відступі він описує, як Фрідріх Мейнеке був першим, хто розробив цю (ймовірно, давно вже неявно встановлену) концепцію культури, чия «самотематизація» виникла з «виправданого занепокоєння корумпованою державою». Іншими словами, культурне розуміння нації (як і етнічний націоналізм, описаний пізніше) виходило з позиції гарантування «вічної» ідентичності, яку не можуть зруйнувати політичні ігри влади та опортуністичні уряди.

### Культуралізм
Протилежністю культурі та те, з чим Мішіма хоче боротися - культуралізм післявоєнного часу, в появі якого він звинувачує окупаційну політику заходу. В основному культуралізм описується наступними характеристиками:
1.Надмірний пацифізм:
Культуралізм супроводжувався розмежуванням двох елементів «хризантеми і меча», оскільки окупаційні держави та їхня «політика перебільшеного пацифізму» означали, що «меч» був втрачений у післявоєнний період. Цілеспрямована цензура фільмів про бої на мечах або зображення помсти в кіно і театрі, продиктована Верховним головнокомандувачем союзних держав, мала на меті забезпобігти, появі після 1945 року в культурі войовничих та іних "шкідливих" настроїв. В Японії абсурдність такої політики і «штучне відокремлення японців від їхньої насильницької сторони» стали очевидними, коли після 1945 року прагнення до миру зайшло так далеко, що смерть багатьох японців вважалася прийнятною, оскільки це дозволило реалізувати ідеали повоєнної конституції.
2.Матеріалізм:
За думкою Мішіми, культура наразі виконує роль індульгенції від інших держав (тобто відкупом від гріхів). Відмова від войовничої частини японської культури, яку символізує меч, тобто умовне складання меча, є доказом зміни ментальности японців з 1945 року.
Відтепер культура буде визнаватись лише у формі матеріального спадку, як "мертва музейна культура", яким можна було б безпечно керувати. Таким чином культуралізм буде спрямовуватись на споживачів, які будуть цінити культуру як річ, але не зможуть самі бути творчими. Функція культури як матриці самовідтворення буде втрачено, себто,  ув'язнена та об'єктивована музеями культура буде позбавлена своїх характерних можливостей саморефлексії та суб'єктивности. Музейна консервація тільки зфальсифікує справжню, засвоєну культуру, яка є ґрунтом національного духу.
Мішіма закликає,більше визнавати довільність культури, надавати більше уваги її духу, замість зосередження на її матеріальних аспектах. Маси споживачів вимагають культуралізму та водночас виступають його обличчям.
3.Імматеріалізм:
Критика китайської культурної революції та характеристика Мао Цзедуна як "лютого тирана" демонструють позицію Мішіми щодо неприпустимости цілеспрямованого знищення матеріального задля підняття нематеріального, революційного духу. Мішіма критикує також дружину Мао Цзедуна Цзян Цин за те, що вона "пошматувала дух театру", скоротивши репертуар пекінської опери, який складався з понад 1300 вистав до фіксованого канону з восьми сучасних постановок, що мало на меті зробити реальність життя робітників та селян об'єктом мистецтва. Вона боялася потенціалу театру та намагалася за допомогою культуралістських регламентацій, як заборона ніби "буржуазних тем", викорінити його. Тут автор проводить паралелі з лівими течіями у Японії та їхніми (проблематичними) поглядами, які розуміють зовнішню форму та зміст культури як окремі явища. Цин так само як і соціялісти, воліла зберігти лише зовнішній прояв культури (напр. пекинська опера), а зміст (самі вистави) вважала за щось окреме та підлягаюче реформації. Ще один закид Мішіми соціялістам це їхній захист таких форм культури як Но та Кабукі, що на його думку, є лише відволікаючим маневром, щоб створити враження ніби вони піклуються про японську культуру; насправді ж вони захищають лише те мистецтво, яке є максимально нешкідливим і безконфліктним або слугує їхнім цілям. Він проводить порівняння з Ленінградським балетом, який давав вистави у 1967-68 роках і вважав себе «охоронцем російської традиції», хоча це було поверхневе, некритичне до влади і непомітне мистецтво.
4.Утилітаризм:
Наступним чітко визначенним пунктом критики є утилітаристичні тендеції. Мішіма вважає їх інструментами маніпулювання та підкріплює свою тезу, посилаючись на репресії у культурі та літературі з боку Совєтського Союзу та Китаю, а також програму Соціялістичної партії Японії. У програмі обіцяли створення нової "громадянської культури", тобто форма культури зберігалася але її зміст було б замінено новим народним мистецтвом. З одного боку, ця ідея суперечить основному припущенню Місіми про те, що культура не може бути переглянута чи покращена. З іншого боку, Місіма побоюється, що формою можна маніпулювати, адже народ більше не розглядає імператора (разом з його традиціями та спадкоємністю) як центр культури, що дозволяє збагачувати її новим корисним змістом за власним бажанням. 
5.Втручання політики у культуру:
Наостанок, Мішіма критикує втручання політики у питання культури, переважно з боку лівих. При цьому він наводить багато прикладів зі східної Европи: цензурування Достоєвського у СССР незважаючи на його внесок у російську культуру, через його антисоціялістичні погляди. Більш виразнішою є його критика що до "комуністичного розуміння свободи творчости" часів політичної кризи у Польщі 1968 року. Взимку 1967-1968 років польський театральний режисер Казімеж Деймек поставив драму Адама Міцкевича "Дзяди" (яка висвітлює розділи Польщі та їх вплив на польське суспільство) у національному театрі Варшави. Польське суспільство було від вистави в захваті, але соціялістична влада засудила постановку як антиросійську та заборонила її до показу. На останньому показі школярі та студенти, яким не вистачило квитків, увірвалися до зали. Поряд з гучними оплесками під час антиросійських сцен, неодноразово лунали скандування проти цензури. По закінченню вистави  на вулицях Варшави зібралися численні демонстрації. У часи написання "На захист культури" протести у Польщі були у самому розпалі. Мішіма високо відзначив сміливість студентів, але побоювався, що «антимистецький уряд» зрештою візьме гору.
Побіжно Мішіма відзначає, що проблема втручання політики у культуру  не є чисто соціялістиною проблемою, але й у Японії може "принести свої плоди". З цією метою він посилається на поширену в епоху Едо інтерпретацію «Ґендзі Моноґатарі», за допомогою якої численні уривки, особливо сексуально відверті, були вилучені з японських шкіл цензурою. Підсумовуючи, Мішіма стверджує, що політика руйнує цілісність і безперервність культури, хоча і стверджує, що хоче запобігти ослабленню культури і зберегти традиції.
6.Універсалізм:
Оскільки культуралізм відмовляється від усього специфічного для Японії, він сприяє реалізації «культури людства». Японія не змогла виділитися в інтернаціоналістичному культурництві, яке прагне до «нівелюючого універсалізму». Місшма рішуче відкидає такий розвиток, оскільки він не враховує національних особливостей кожної культури. Для нього, як захопленого споживача європейської та західної поп-культури, краса різних культур світу полягає в їхній «гетерогенності».
Підсумовуючи, культуралізм можна описати як механізм, що розділяє довоєнний і повоєнний періоди, або, за аналогією, «хризантему і меч», тим самим обмежуючи не лише цілісну природу культури, а й її рефлексивність і суб'єктивність. Культуралізм - це зведення культури після 1945 року до матеріалістичного та утилітарного принципу, який вшановує лише речі та естетичне, але більше не надає жодного значення фізичному, насильницьким діям та «традиційним цінностям». Крім того, культуралізм розглядається як маніпульована, контрольована, а отже, інструменталізована і політизована концепція, що протистоїть суб'єктивній, рефлексивній, цілісній культурі. Для того, щоб досягти цілісної культури, матеріальні та нематеріальні чинники завжди повинні взаємодіяти, щоб створити форму; якщо щось цінується лише як «річ», і це не стосується зразків поведінки чи духу, воно залишається застряглим у культурологізмі.

### Захист культури
Потреба захистити культуру (bōei) визначає як назву, так і основний зміст твору. Вигляд цього захисту розкривається під час ототожнення Мішімою японської культури з імператором. З чого випливає, що захист імператора дорівнює захисту культури.
На думку Мішіми, для забезпечення такого захисту необхідно виконати чотири умо
1."Парадоксальність захисту":
У культуралізмі (повоєнний час у Японії) існує помилкове твердження, що подібне можна захистити подібним (наприклад досягнення миру мирним шляхом або захист свободи слова за допомогою свободи слова). Але фактично ефективний захист потребує зазвичай протилежних дій, таких як готовність до застосування насилля для захисту миру або готовність до самопожертви для самозахисту. 
У об'єктизованому культуралізмі ці положення ігноруються або інтерпретуються хибним чином, ніби речі здатні визначати тип захисту культури. Однак, якщо повага і захист будуть поставлені у співзалежність, це означатиме «збереження культури як речей в музеях». Тут Мішіма використовує «пасивний діамант у музеї» як метафору імператора, створеного західними державами: через його обмежений потенціал розвитку ідентифікація між ним та його підданими неможлива; він не може бути збережений, але вироджується у свій об'єкт.
2.Цінування імператора
Мішіма стверджує що через недостатнє цінування імператора (а отже і культури) знижується готовність до захисту цієї культури. Ефективний захист може забезпечити лише «творчий суб'єкт», який позбувся егоїзму та прагнення до самоствердження. Нараз Мішіма прославляє бусідо, яке за його словами є автентичним та культурнообумовленим взірцем  поведінки для японців. Проголошений наратив вимагає готовности до смерти у будьяку мить задля справжніх цінностей та нехтування собою заради вищого блага (тут культури). Автор нарікає, що нереально відмовитися від егоїстичної зацикленості на самозахисті та матеріальному добробуті перед обличчям суспільства, яке складається з «емоційних пацифістів, категоричних противників війни та людей з дрібнобуржуазними бажаннями володіти житлом». Замість того, щоб брати активну участь у політиці, його сучасники задовольнялися пасивною глядацькою позицією, з якої можна було легко аплодувати і таким чином заспокоювати своє сумління щодо власної бездіяльності, не проявляючи активності.
3.Збіг суб'єкту та об'єкту
Коли суб'єкт і об'єкт збігаються, це означає, що розщеплення суб'єкта й об'єкта подолано, і що суб'єкти, які захищають, ідеально є одночасно творцями та носіями культури, а отже, творення і захист також необхідно зливаються в одне. Це було втілено в ідеалі bunbu ryōdō, у якому природним чином також зливаються хризантема і меч: захищати означає діяти, а отже, тіло має постійно тренуватися. 